# Secteurs de Grenoble

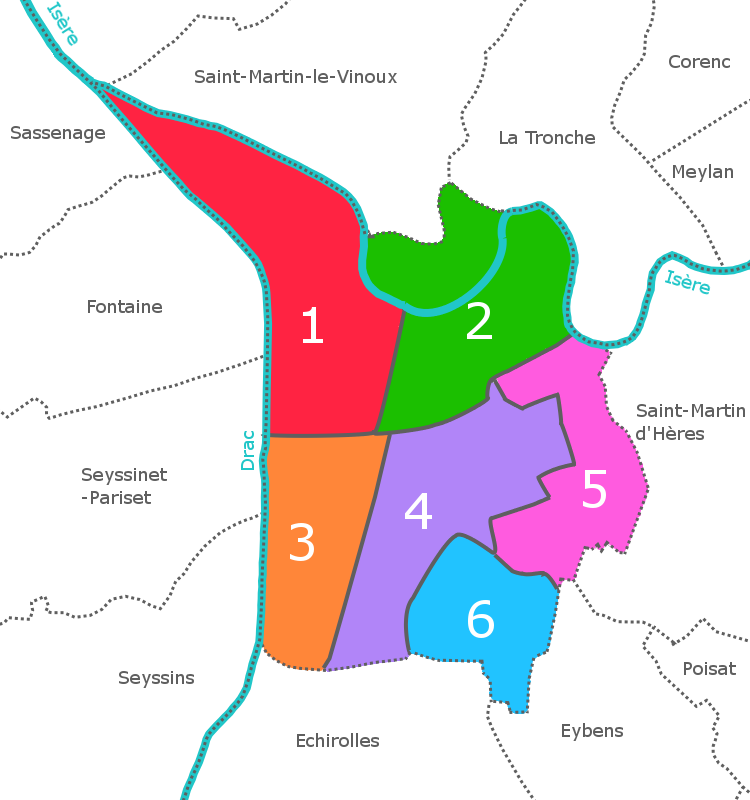
Secteurs de Grenoble

Grenoble est divisé en six secteurs géographiques, chacun servi par une antenne de l'Hôtel de ville de Grenoble appelée mairie de secteur. Chaque secteur comporte plusieurs quartiers de la ville.
Ces secteurs ne sont pas des arrondissements municipaux, ni des cantons, et sont rarement évoqués par la population. De ce fait, on ne dit pas par exemple "Grenoble 3e", lorsque l'on veut situer un endroit à Grenoble, mais plutôt le nom du quartier.
Le découpage des secteurs ne suit pas forcément les grandes voiries, ainsi la limite entre les secteurs 3 et 4 n'est pas le cours de la Libération-et-du-Général-de-Gaulle, mais la voie ferrée de la ligne de Grenoble à Montmélian qui longe la rue général Mangin.

## Urbanisation
Le secteur 1 se situe au nord-ouest de la ville et notamment au quartier Europole présenté comme le principal quartier d'affaires de la ville et la presqu'île dont le nom de Polygone scientifique, souvent utilisé au niveau local, dénote de l'implantation importante et durable d'organismes scientifiques.
Le secteur 2 correspond à la partie la plus ancienne de la ville, où se trouvait l'enceinte de Cularo puis de Gratianopolis. Le secteur 1 correspond à la zone qui a commencé à s'urbaniser vers le milieu du XIXe siècle, principalement grâce au tracé du cours Berriat en 1841 puis à l'arrivée du chemin de fer en 1858.
Les secteurs 3, 4 et 5 se sont urbanisés principalement depuis la Seconde Guerre mondiale, même si l'organisation de l'exposition internationale de la houille blanche en 1925 permet de supprimer les remparts et de tracer les grands boulevards, la guerre arrête les projets de construction. Cependant, certains édifices y étaient déjà présent avant le XXe siècle comme la caserne Reyniès-Bayard, la ferme Prémol, le petit séminaire du Rondeau ou l'École Normale d'instituteurs.
Le secteur 6 est le plus récemment urbanisé, l'organisation des Xe Jeux d'hiver en 1968 ayant poussé au transfert de l'aéroport de Grenoble-Mermoz présent sur ce secteur, étant pour beaucoup dans son urbanisation.

## Secteur 1

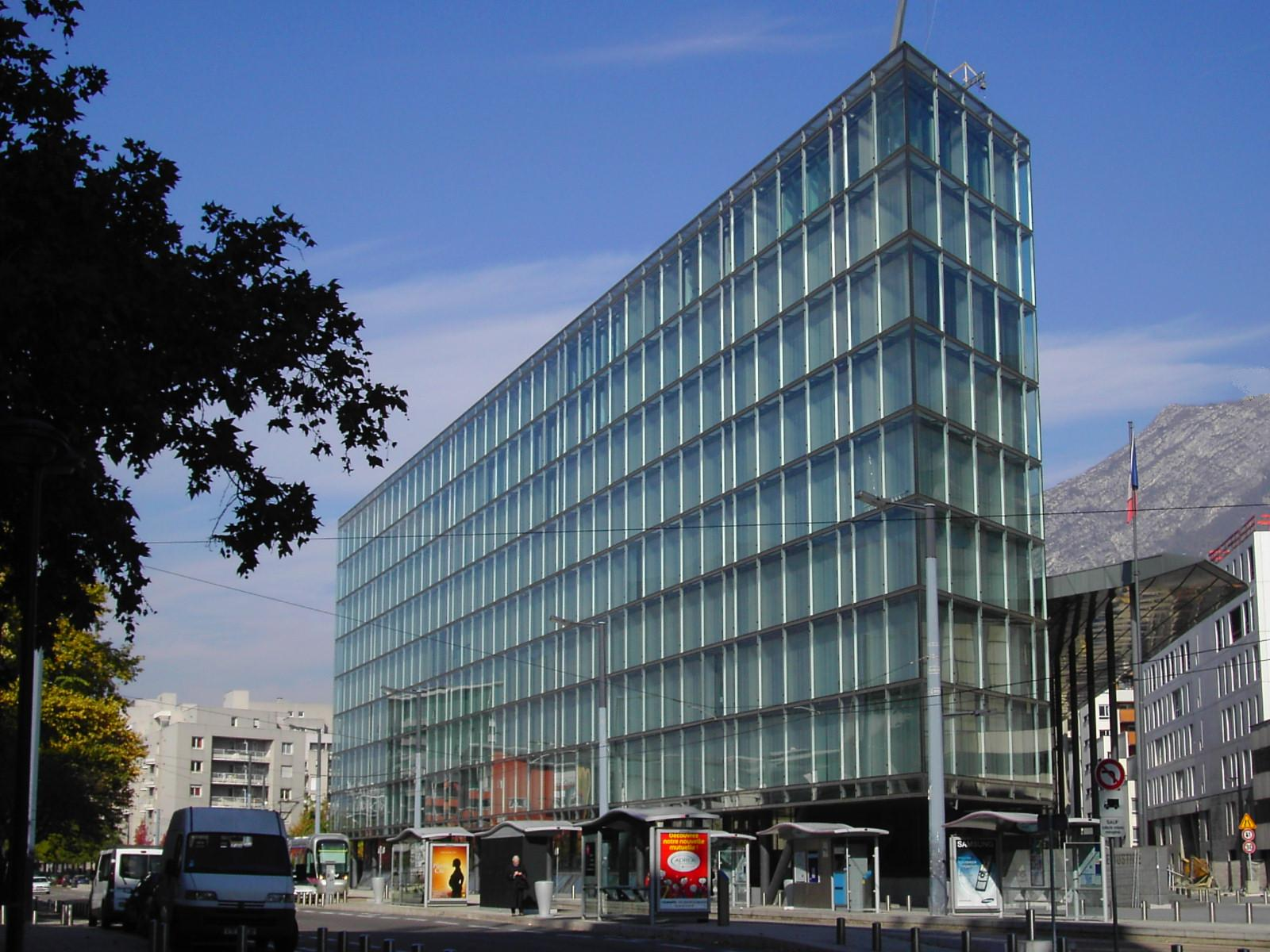
Palais de Justice de Grenoble

Quartiers :
- Presqu'île
- Europole
- Berriat / St-Bruno
- Grands Boulevards Ouest (Vallier)

## Secteur 2

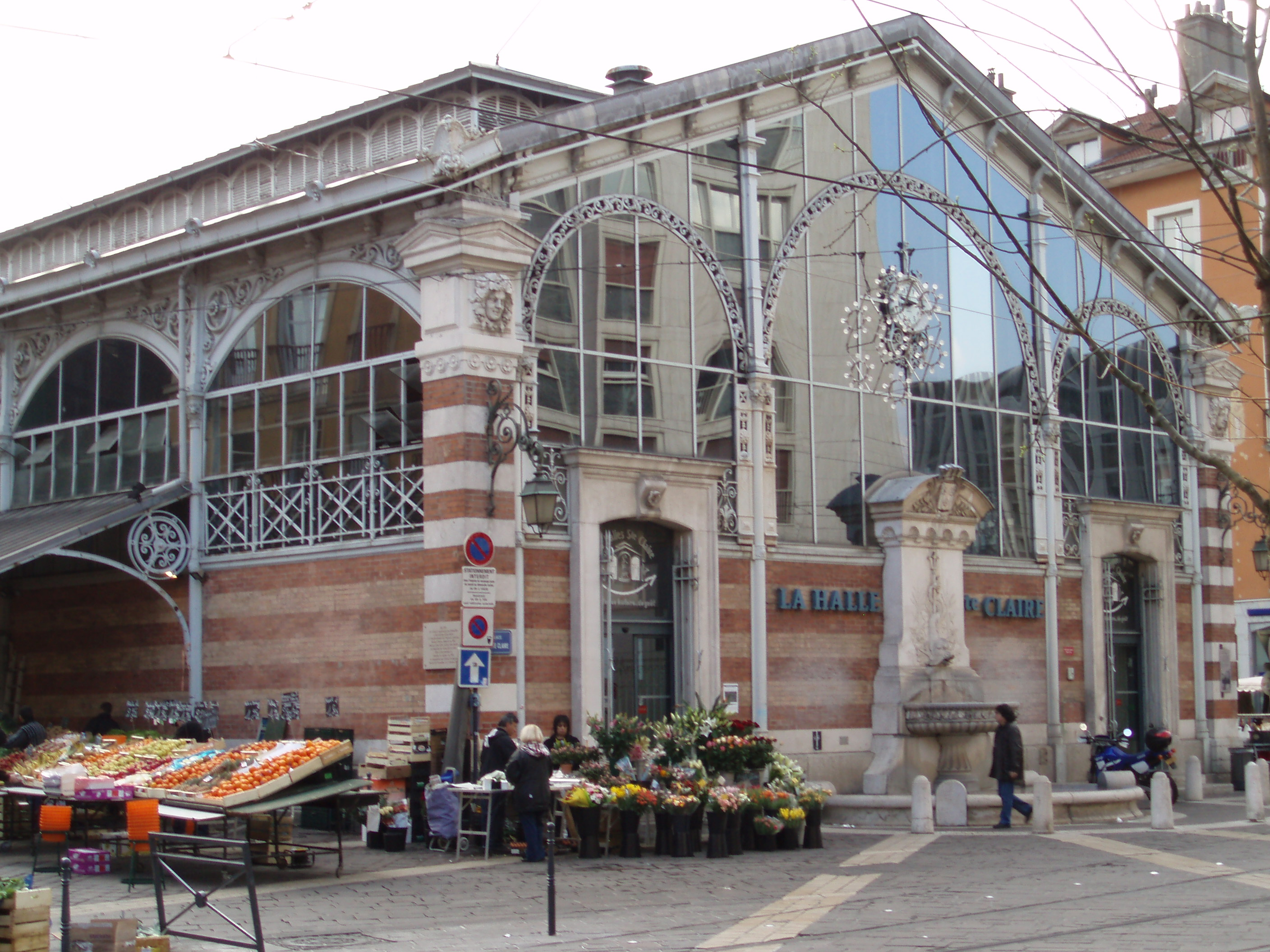
Halle Sainte-Claire-Grenoble

Quartiers :
- Notre-Dame
- Hyper-centre
- Mutualité
- Saint Laurent, rive droite
- Île Verte
- Aigle
- Championnet
- Grands Boulevards Est

## Secteur 3

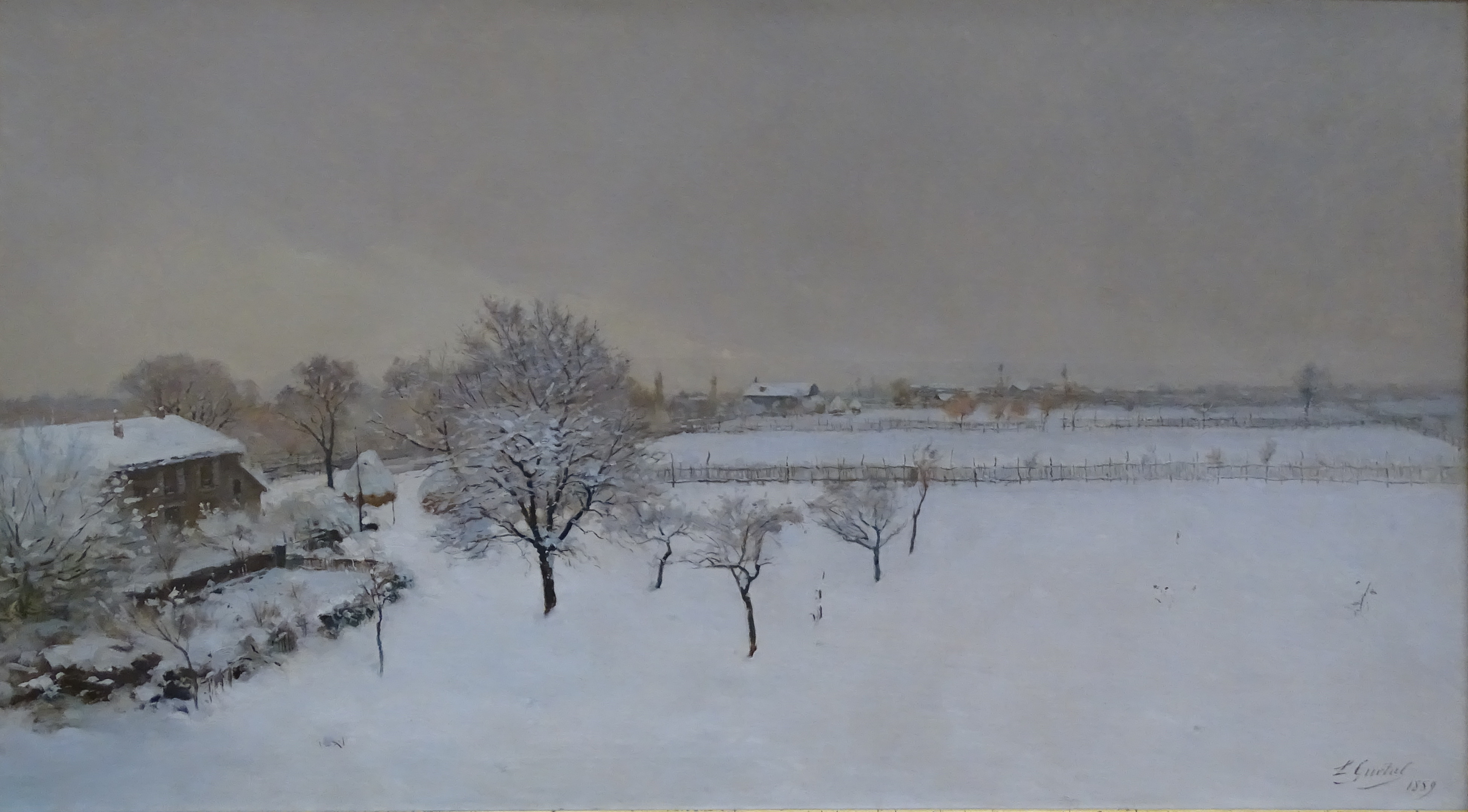
Au Rondeau, peinture de Laurent Guétal,1889, musée de Grenoble

Quartiers :
- Mistral
- Eaux-Claires
- Rondeau

## Secteur 4

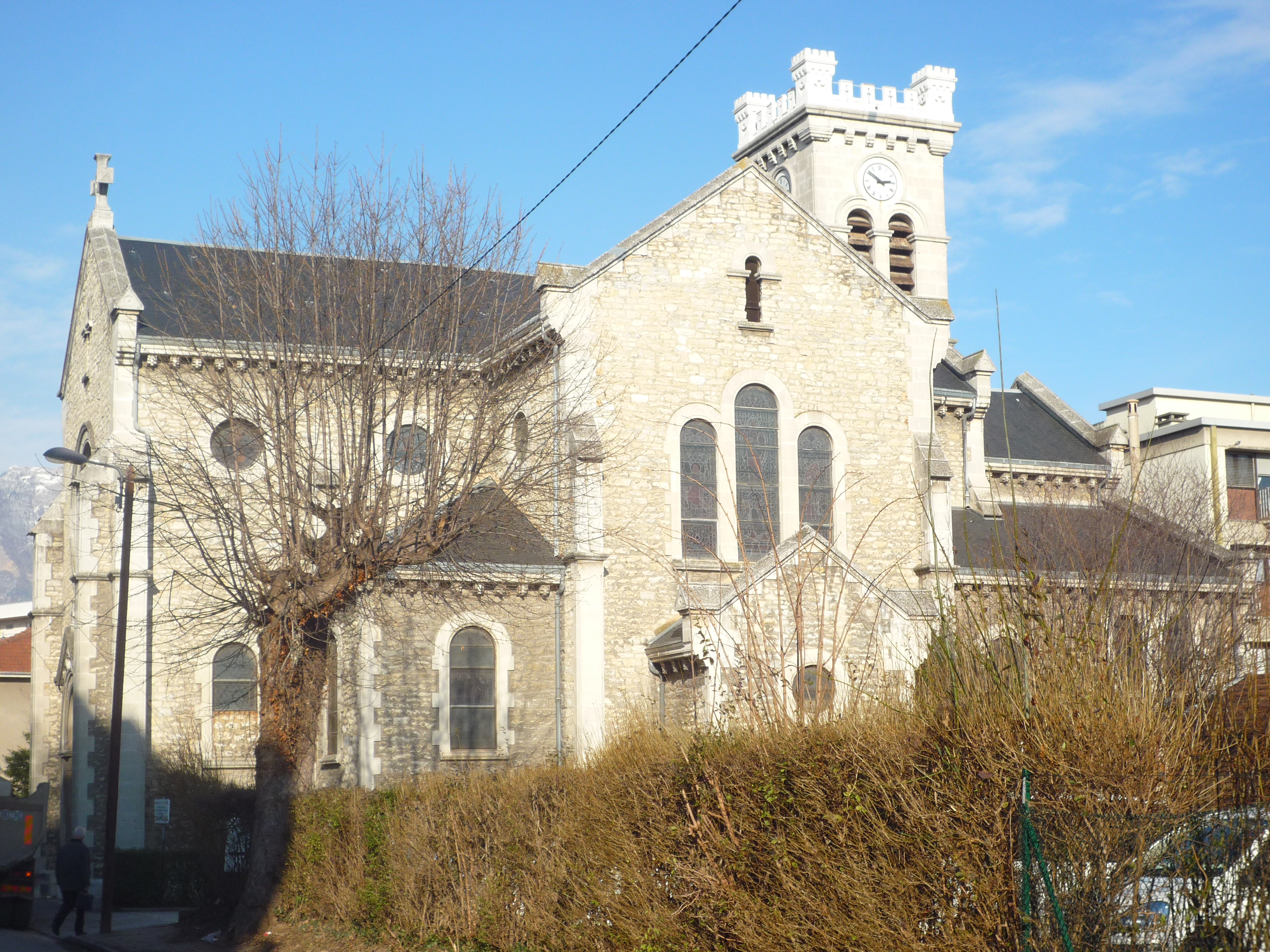
Église Saint-François-de-Sales.

Quartiers
- Capuche
- Alliés-Alpins
- Beauvert

## Secteur 5

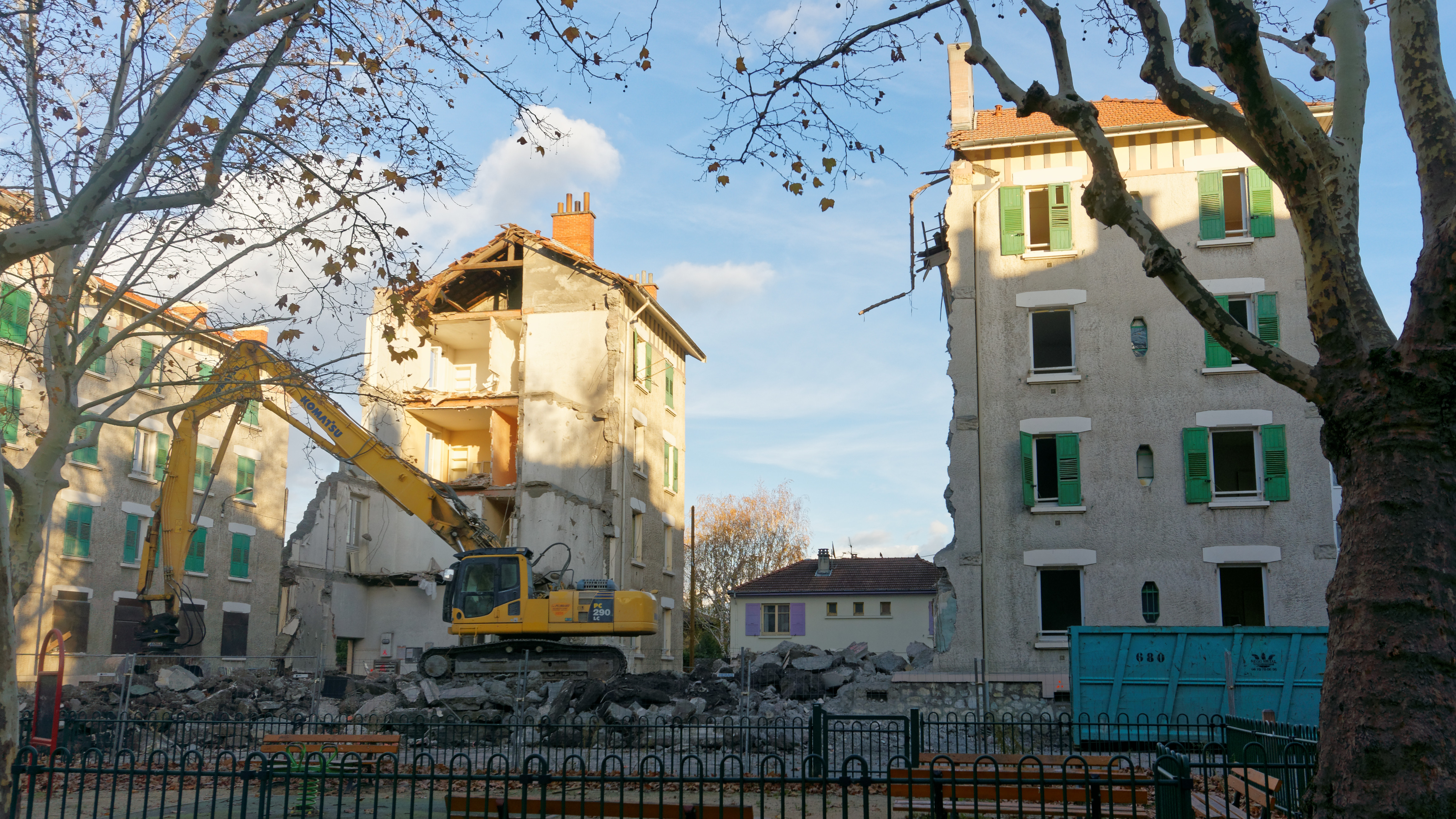
Ancienne cité de l'Abbaye

Quartiers :
- Cité de l'Abbaye
- Jouhaux
- Exposition-Bajatière
- Teisseire
- Malherbe

## Secteur 6

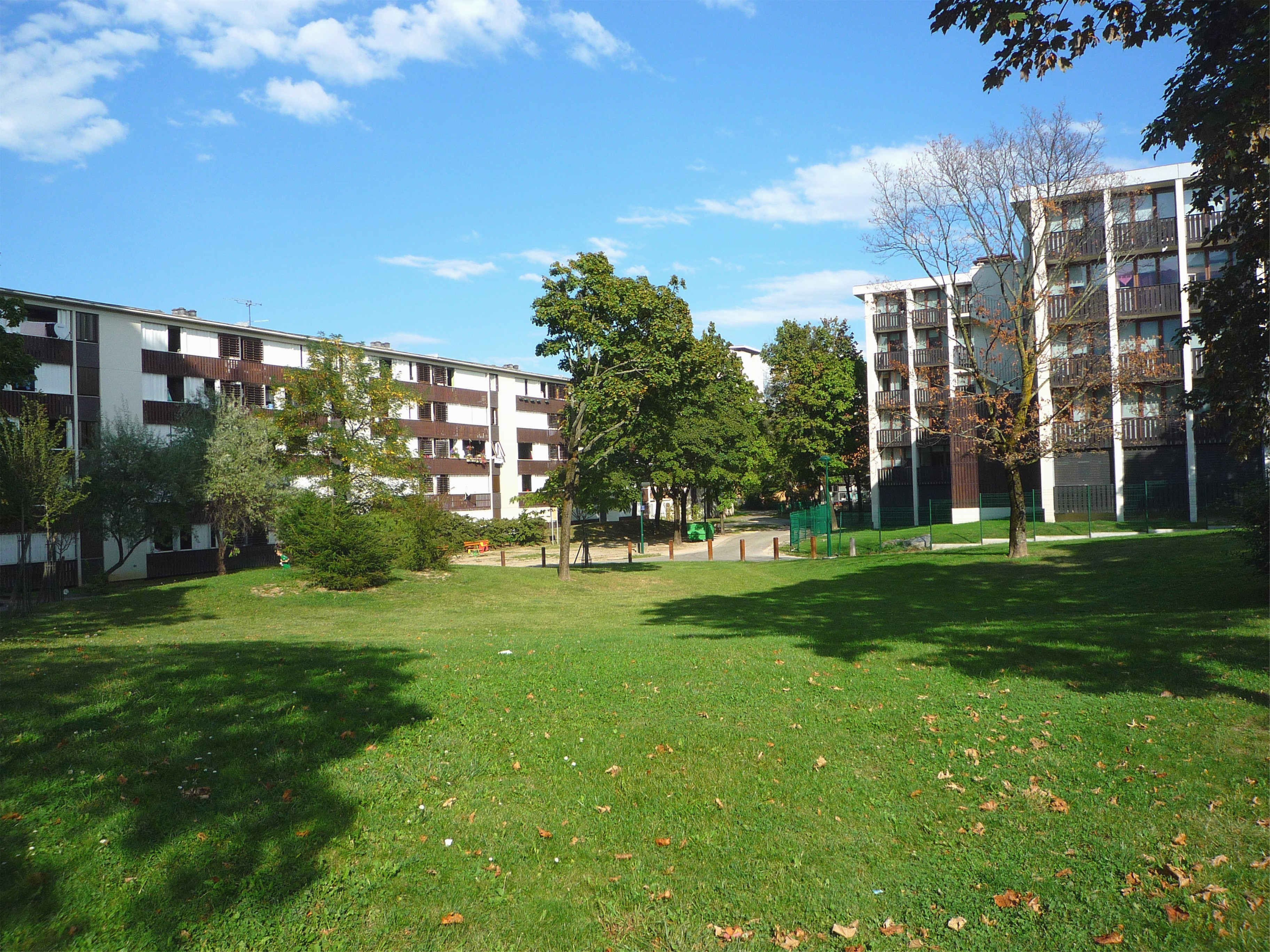
Village olympique

Quartiers :
- Arlequin
- Balladins-Géants
- Village olympique de Grenoble
- Vigny Musset